# Satyrus virbius
Satyrus virbius är en fjärilsart som beskrevs av Herrich-Schäffer 1844. Satyrus virbius ingår i släktet Satyrus och familjen praktfjärilar. IUCN kategoriserar arten globalt som livskraftig. Inga underarter finns listade.